# Shirley Mangini
Shirley Mangini González (Pensilvania, 1946-18 de noviembre del 2024) fue una hispanista estadounidense, profesora emérita de California State University.

## Biografía
Nacida en diciembre de 1946 en el estado de Pensilvania fue profesora emérita de la Universidad Estatal de California.
Licenciada por la Universidad de Nuevo México. Después se doctoró en Nuevo México con una tesis sobre Juan Marsé. Posteriormente ejerció como profesora en la Universidad de Yale investigando las posturas intelectuales contrarias al franquismo.
Mangini se especializó en el estudio de los escritores españoles de la generación de los cincuenta. Publicó varios libros sobre el papel de las mujeres progresistas como Emilia Pardo Bazán o Maruja Mallo, sobre el peso de estas mujeres durante la Segunda República, la Guerra Civil y la dictadura franquista, así como su relación con la gastronomía. Publicó obras como Rojos y rebeldes: la cultura de la disidencia durante el franquismo (Anthropos, 1987); Memories of Resistance: Women's Voices from the Spanish Civil War (Yale University Press, 1995); Las modernas de Madrid: las grandes intelectuales españolas de la vanguardia (Península, 2001); Maruja Mallo y la vanguardia española (Circe, 2012), sobre la pintora Maruja Mallo; entre otras.